# Satara

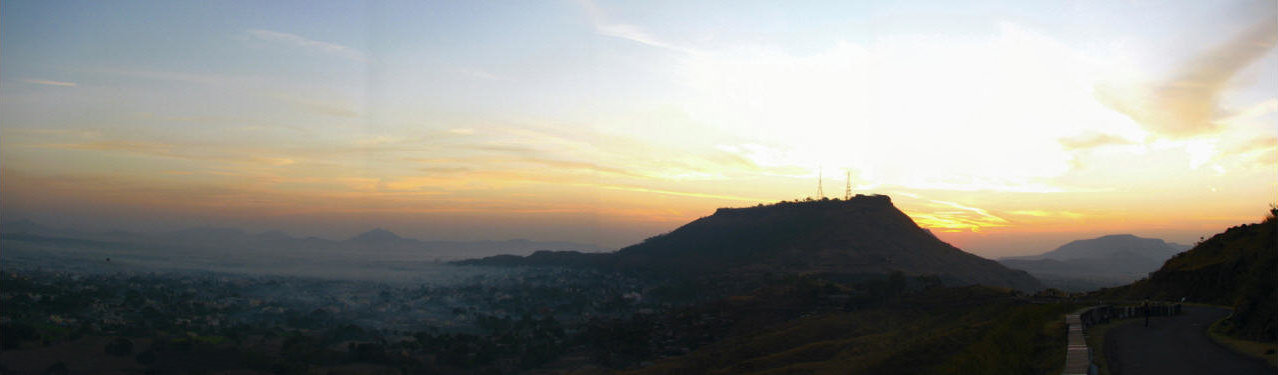
Satara

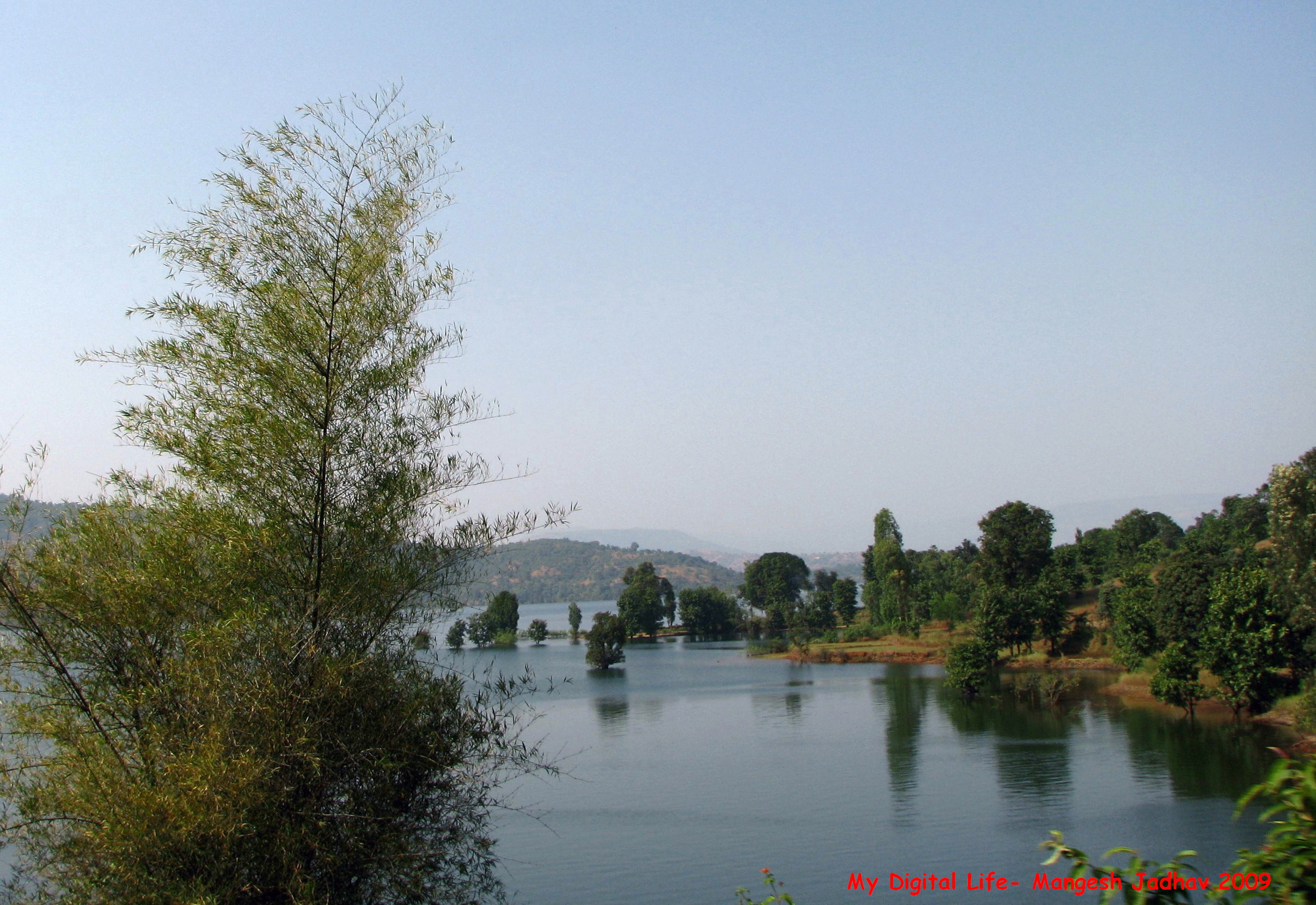
Banmoli

Satara (marathi: सातारा) és una ciutat i municipalitat de Maharashtra, capital del districte de Satara. El nom deriva dels set turons que la rodegen (sat = set, tara = turons). Està situada prop de la confluència del Kistna amb el Venna a 17° 41′ N, 73° 59′ E / 17.68°N,73.98°E.

## Demografia
El 1820, la ciutat era un llarg carrer amb casas de rajola i de pedra. Encara que va perdre població després del 1849, era una ciutat important el 1901 amb 26.022 habitants (incloent 2.917 a l'àrea suburbana i 990 al cantonment). La municipalitat es va establir el 1853 i la municipalitat suburbana el 1890.
Segons el cens de l'Índia de l'any 2001, Satara tenia 108.043 habitants. Els homes constitueixen el 52% de la població i les dones el 48%. Satara té un índex d'alfabetisme del 80%, superior a la mitjana nacional del 59,5%. L'alfabetisme masculí és del 84% i del 76% en el cas de les dones. A Satara, el 10% de població la constitueixen menors de 6 anys.

## Geografia
Està dividida en quatre parts: Urbana (Shahar), Sub-Urbana (Upanagar), MIDC (Audyogik Vasahat) i Rural (Grameen). Dins de cadascuna hi ha diverses àrees: 
- Satara Urbana: Mangalwar Peth, Rajwada, Kamani Haud, Pratapganj Peth, Shivaji Circle, Powai Naka, Devi Chawk, Moti Chawk, Khann Aali, Visawa Park, Vyankatpura Peth, Chimanpura Peth, etc.
- Satara Sub-Urban: Krishanagar, Visawa Kamp, Sangamnagar, Gendamaal, I.T.I., etc.
- Satara MIDC: Old MIDC, New MIDC, Degaon MIDC.
- Satara Rural: Khindwadi, Limbkhind, Shahupuri, Godoli, part de Pirwadi, Khed & Kanher Villages.

Principals atractius de la ciutat són el palau del raja i el fort, situat a un turó proper; el seu nom de Satara correspondria aquí a les 17 (satara = 17) torres de la muralla i portes que se suposa va tenir.

## Història
Inscripcions històriques tan antigues com les datades del 200 aC, indiquen que el lloc més antic conegut del districte de Satara és Karad (mencionat com Karhakada). També es creu que els Pandava es van establir a Wai, aleshores conegut com a Viratnagari, en el tretzè any del seu exili.
L'imperi de Chandragupta II, conegut com a Mahendraditya Kumargupta I, s'estenia, durant el seu govern entre els anys 451 i 455 dC, fins a Satara, al districte de Dècan. L'imperi Gupta de Dècan va ser seguit pel govern dels Satavahana durant prop de dos segles entre els anys 550 i 750 dC.
La primera invación Mogol del Dècan va tenir lloc el 1296. El 1636, la dinastia Nizam Shahi es va esgotar. El 1663 Shivaji Maharaj va conquerir les fortaleses de Parali i Satara. Després de la seva mort, Aurangzeb va conquerir la fortalesa de Satara, posteriorment recuperada per Parshuram Pant Pratinidhi el 1706. El 1708 Chattrapati Shahu va ser coronat a la fortalesa de Satara. Els descendents directes del gran rei Maratha Shivaji continuen vivint a Satara. Chh. Udayanraje Bhonsale, actual rei de Satara, és el tretzè descendent de Shivaji Maharaj.
El 1818 Satara va caure en mans dels britànics després d'una breu i poc coratjosa defensa. Després d'assolir la victòria a la Tercera Guerra Anglo-Maratha el 1818, l'Imperi Britànic va annexar la major part del territori Maratha a la Presidència de Bombai, però va restaurar al Rajà titular Pratap Singh of Mewar, i li va assignar el principat de Satara, una àrea més àmplia de la que ocupa l'actual districte. Com a resultat d'intrigues polítiques, va ser deposat el 1839, i el seu germà Shahji Raja va ascendir al tron. A la mort d'aquest sense descendència masculina el 1848, el govern britànic va annexar-se Satara i la va incorporar dins la Presidència de Bombai.
Durant la lluita per la independència, Satara era coneguda amb el nom de Prati Sarkar (govern paral·lel). Durant el Bharat Chhodo Andolan (en català, abandonin l'Índia), aquest govern paral·lel va substituir als britànics a les àrees rurals entre agost de 1943 i maig de 1946. Aquesta mena de govern paral·lel, també es va produir a Midnapore, a Bengala Occidental, i a Balia, a Uttar Pradesh. Krantisinh Nana Patil va ser el líder que va conduir aquest govern.